# Seven de Hong Kong 2009
El Seven de Hong Kong de 2009 fue la trigésima cuarta edición del torneo de rugby 7, fue el quinto torneo de la temporada 2008-09 de la Serie Mundial Masculina de Rugby 7.
Se disputó en la instalaciones del Hong Kong Stadium.

## Fase de grupos

### Grupo A
| Equipo        | Encuentros | Encuentros | Encuentros | Encuentros | Tantos  | Tantos    | Tantos     | Puntos |
| Equipo        | jugados    | ganados    | empatados  | perdidos   | a favor | en contra | diferencia | Puntos |
| ------------- | ---------- | ---------- | ---------- | ---------- | ------- | --------- | ---------- | ------ |
| Sudáfrica     | 3          | 3          | 0          | 0          | 108     | 19        | +89        | 9      |
| Francia       | 3          | 2          | 0          | 1          | 53      | 36        | +17        | 7      |
| Corea del Sur | 3          | 1          | 0          | 2          | 47      | 63        | -16        | 5      |
| Uruguay       | 3          | 0          | 0          | 3          | 15      | 105       | -90        | 3      |

Nota: Se otorgan 3 puntos al equipo que gane un partido, 2 al que empate y 1 al que pierda

### Grupo B
| Equipo     | Encuentros | Encuentros | Encuentros | Encuentros | Tantos  | Tantos    | Tantos     | Puntos |
| Equipo     | jugados    | ganados    | empatados  | perdidos   | a favor | en contra | diferencia | Puntos |
| ---------- | ---------- | ---------- | ---------- | ---------- | ------- | --------- | ---------- | ------ |
| Inglaterra | 3          | 3          | 0          | 0          | 130     | 19        | +111       | 9      |
| Gales      | 3          | 2          | 0          | 1          | 52      | 48        | +4         | 7      |
| Japón      | 3          | 1          | 0          | 2          | 26      | 81        | -55        | 5      |
| China      | 3          | 0          | 0          | 3          | 34      | 94        | -60        | 3      |

### Grupo C
| Equipo        | Encuentros | Encuentros | Encuentros | Encuentros | Tantos  | Tantos    | Tantos     | Puntos |
| Equipo        | jugados    | ganados    | empatados  | perdidos   | a favor | en contra | diferencia | Puntos |
| ------------- | ---------- | ---------- | ---------- | ---------- | ------- | --------- | ---------- | ------ |
| Nueva Zelanda | 3          | 3          | 0          | 0          | 128     | 5         | +123       | 9      |
| Australia     | 3          | 2          | 0          | 1          | 94      | 34        | +60        | 7      |
| Zimbabue      | 3          | 1          | 0          | 2          | 38      | 99        | -61        | 5      |
| Sri Lanka     | 3          | 0          | 0          | 3          | 26      | 148       | -122       | 3      |

### Grupo D
| Equipo    | Encuentros | Encuentros | Encuentros | Encuentros | Tantos  | Tantos    | Tantos     | Puntos |
| Equipo    | jugados    | ganados    | empatados  | perdidos   | a favor | en contra | diferencia | Puntos |
| --------- | ---------- | ---------- | ---------- | ---------- | ------- | --------- | ---------- | ------ |
| Argentina | 3          | 3          | 0          | 0          | 72      | 31        | +41        | 9      |
| Hong Kong | 3          | 2          | 0          | 1          | 38      | 47        | -9         | 7      |
| Tonga     | 3          | 1          | 0          | 2          | 46      | 41        | +5         | 5      |
| Portugal  | 3          | 0          | 0          | 3          | 26      | 63        | -37        | 3      |

### Grupo E
| Equipo       | Encuentros | Encuentros | Encuentros | Encuentros | Tantos  | Tantos    | Tantos     | Puntos |
| Equipo       | jugados    | ganados    | empatados  | perdidos   | a favor | en contra | diferencia | Puntos |
| ------------ | ---------- | ---------- | ---------- | ---------- | ------- | --------- | ---------- | ------ |
| Samoa        | 3          | 2          | 1          | 0          | 76      | 22        | +54        | 8      |
| Fiyi         | 3          | 2          | 1          | 0          | 71      | 29        | +42        | 8      |
| Canadá       | 3          | 1          | 0          | 2          | 49      | 47        | +2         | 5      |
| China Taipéi | 3          | 0          | 0          | 3          | 7       | 105       | -98        | 3      |

### Grupo F
| Equipo              | Encuentros | Encuentros | Encuentros | Encuentros | Tantos  | Tantos    | Tantos     | Puntos |
| Equipo              | jugados    | ganados    | empatados  | perdidos   | a favor | en contra | diferencia | Puntos |
| ------------------- | ---------- | ---------- | ---------- | ---------- | ------- | --------- | ---------- | ------ |
| Kenia               | 3          | 3          | 0          | 0          | 67      | 29        | +38        | 9      |
| Escocia             | 3          | 2          | 0          | 1          | 45      | 65        | -20        | 7      |
| Estados Unidos      | 3          | 1          | 0          | 2          | 46      | 45        | +1         | 5      |
| Indias Occidentales | 3          | 0          | 0          | 3          | 34      | 53        | -19        | 3      |

## Fase Final

### Cuartos de final
| 29 de marzo | Sudáfrica | 24 - 10 | Australia |  |  |

| 29 de marzo | Samoa | 15 - 12 | Argentina |  |  |

| 29 de marzo | Nueva Zelanda | 7 - 10 | Kenia |  |  |

| 29 de marzo | Fiyi | 10 - 7 | Inglaterra |  |  |

### Semifinal
| 29 de marzo | Sudáfrica | 29 - 3 | Samoa |  |  |

| 29 de marzo | Kenia | 7 - 24 | Fiyi |  |  |

### Final
| 29 de marzo | Sudáfrica | 24 - 26 | Fiyi |  |  |

| Bandera de Fiyi        |
| Campeón Fiyi           |
| 1º título del circuito |